# Cameron Alexander
Cameron Alexander (North Vancouver, 31 de mayo de 1997) es un deportista canadiense que compite en esquí alpino.
Ganó una medalla de bronce en el Campeonato Mundial de Esquí Alpino de 2023, en la prueba de descenso. En la Copa del Mundo consiguió una victoria y cinco podios en total.

## Palmarés internacional
| Campeonato Mundial | Campeonato Mundial           | Campeonato Mundial | Campeonato Mundial |
| Año                | Lugar                        | Medalla            | Prueba             |
| ------------------ | ---------------------------- | ------------------ | ------------------ |
| 2023               | Courchevel/Méribel (Francia) | Medalla de bronce  | Descenso           |